# 村川市兵衛

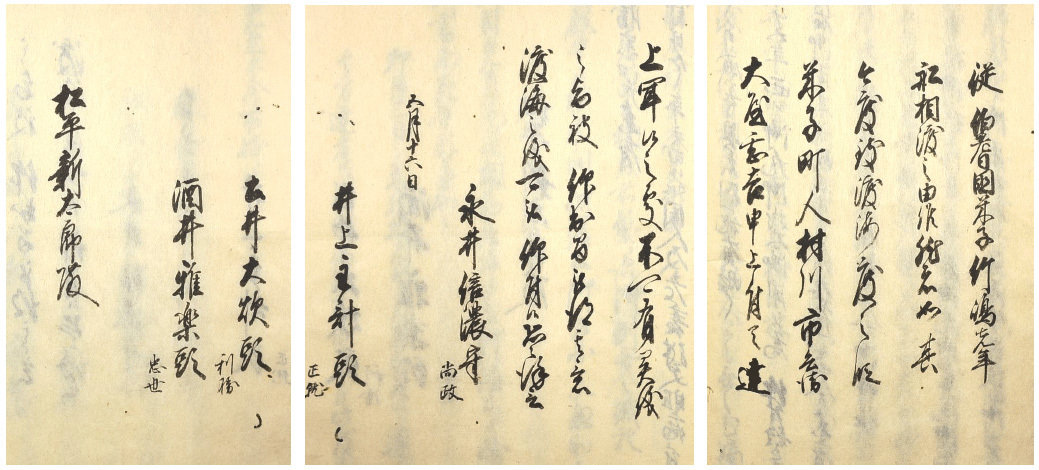
江戸幕府からあたえられた竹島（現、鬱陵島）渡海許可証（1618年）
----
米子商人として村川市兵衛と大谷甚吉の名が記されている。

村川 市兵衛（むらかわ いちべえ、生没年不詳）は、日本の江戸時代の商人。近世初期の米子の特権商人。大谷甚吉とともに竹島渡海で有名。

## 経歴
江戸時代初めの元和3年（1617年）、池田光政の入国に際し巡視に来た幕臣阿部四郎五郎の世話で、元和4年（1618年）大谷甚吉とともに鬱陵島の渡海許可を得た。

## 家系
村川家は鳥取県米子市立町一丁目の加茂川に面して広大な屋敷を構えた。代々“市兵衛”を襲名したので、“市兵衛はん屋敷”と世間で呼んだ。村川氏は尾張国の武士山田二郎左衛門正斎の子正員を祖とし、有力な武家であったが、故あって中国を遍歴し、米子に来住して母方（本田氏の臣・村川友正の女）の姓を名乗り、市兵衛正純は三代目に当たるという。
村川家も大谷家同様数隻の廻船を所有し、上方に鉄・米などを運んだ。村川家は武家の流れであったためであろうか、米子町人の中で直觸格の最右翼の席を与えられていた。
維新後も米子下町の総締役を命じられたが、鹿島家同様近代に入って商売が不況となり、大正中期一家は東京に移り、広い屋敷は米子町に寄付した。

## 関連
- 大谷甚吉
- 山田氏
- 竹島
- 竹島一件
- 岸田今日子（女優） - 父は劇作家の岸田國士、母秋子は米子の村川家出身である[5]。